# بخش باتلر (شهرستان مرسر، اوهایو)
بخش باتلر (به انگلیسی: Butler Township) یک منطقهٔ مسکونی در ایالات متحده آمریکا است که در شهرستان مرسر، اوهایو واقع شده‌است.
 بخش باتلر ۸۶٫۰ کیلومتر مربع مساحت و ۶٬۴۵۹ نفر جمعیت دارد و ۲۷۲ متر بالاتر از سطح دریا واقع شده‌است.